# Liste der Monuments historiques in Frignicourt
Die Liste der Monuments historiques in Frignicourt führt die Monuments historiques in der französischen Gemeinde Frignicourt auf.

## Liste der Objekte
| Bezeichnung               | Beschreibung                                    | Standort                        | Kennzeichnung | Schutzstatus | Datum | Bild |
| ------------------------- | ----------------------------------------------- | ------------------------------- | ------------- | ------------ | ----- | ---- |
| Gemälde Heiliger Nikolaus | Ölfarbe auf Leinwand, 18. Jahrhundert           | in der Kirche St-Louvent (Lage) | PM51002981    | Inscrit      | 1980  |      |
| Taufbecken                | Stein, Kupferdeckel, 15. Jahrhundert            | in der Kirche St-Louvent (Lage) | PM51002287    | Inscrit      | 1975  |      |
| Pietà                     | Stein, farbig gefasst, 17. Jahrhundert          | in der Kirche St-Louvent (Lage) | PM51000436    | Classé       | 1975  |      |
| Weihwasserbecken          | umgearbeitetes Kapitell; Stein, 15. Jahrhundert | in der Kirche St-Louvent (Lage) | PM51002980    | Inscrit      | 1980  |      |